# Mexicaans voetbalelftal in 2010
Het Mexicaans voetbalelftal  speelde in totaal twintig interlands in het jaar 2010. Vier wedstrijden werden op het Wereldkampioenschap voetbal 2010 gespeeld, de rest was vriendschappelijk. De selectie stond onder leiding van achtereenvolgens Efraín Flores en José Manuel de la Torre. Op de FIFA-wereldranglijst zakte Mexico in 2010 van de 17e (januari 2010) naar de 27ste plaats (december 2010).

## Balans
| Wedstrijden | Wedstrijden | Wedstrijden | Wedstrijden | Doelpunten | Doelpunten | Doelpunten |
| Gespeeld    | Winst       | Gelijk      | Verlies     | Voor       | Tegen      | Saldo      |
| ----------- | ----------- | ----------- | ----------- | ---------- | ---------- | ---------- |
| 20          | 10          | 5           | 5           | 30         | 18         | +12        |

## Interlands
|                                                        |                                                                                              |       |         |                                                                                         |
| 24 februari Vriendschappelijk № 744 «onderlinge duels» | Mexico                                                                                       | 5 – 0 | Bolivia | Candlestick Park, San Francisco Toeschouwers: 34.244 Scheidsrechter: Terry Vaughn (USA) |
| 24 februari Vriendschappelijk № 744 «onderlinge duels» | Pablo Barrera 2' Javier Hernández 12' Braulio Luna 18' Javier Hernández 20' Paul Aguilar 52' |       |         | Candlestick Park, San Francisco Toeschouwers: 34.244 Scheidsrechter: Terry Vaughn (USA) |

|                                                    |               |                                    |        |                                                                             |
| 3 maart Vriendschappelijk № 745 «onderlinge duels» | Nieuw-Zeeland | 0 – 2                              | Mexico | Rose Bowl, Pasadena Toeschouwers: 90.526 Scheidsrechter: Jair Marrufo (USA) |
| 3 maart Vriendschappelijk № 745 «onderlinge duels» |               | 53' Carlos Salcido 57' Carlos Vela |        | Rose Bowl, Pasadena Toeschouwers: 90.526 Scheidsrechter: Jair Marrufo (USA) |

|                                                     |                                          |       |                   |                                                                         |
| 17 maart Vriendschappelijk № 746 «onderlinge duels» | Mexico                                   | 2 – 1 | Noord-Korea       | Corona, Torreón Toeschouwers: 30.000 Scheidsrechter: Terry Vaughn (USA) |
| 17 maart Vriendschappelijk № 746 «onderlinge duels» | Cuauhtémoc Blanco 52' Jonny Maggalón 68' |       | 56' Kum-Chol Choe | Corona, Torreón Toeschouwers: 30.000 Scheidsrechter: Terry Vaughn (USA) |

|                                                     |        |       |         |                                                                                           |
| 24 maart Vriendschappelijk № 747 «onderlinge duels» | Mexico | 0 – 0 | IJsland | Bank of America Stadium, Charlotte Toeschouwers: 63.227 Scheidsrechter: Mark Geiger (USA) |
| 24 maart Vriendschappelijk № 747 «onderlinge duels» |        |       |         | Bank of America Stadium, Charlotte Toeschouwers: 63.227 Scheidsrechter: Mark Geiger (USA) |

|                                                  |        |       |         |                                                                                  |
| 7 mei Vriendschappelijk № 748 «onderlinge duels» | Mexico | 0 – 0 | Ecuador | Meadowlands Sports Complex, East Rutherford Scheidsrechter: Steven Depiero (CAN) |
| 7 mei Vriendschappelijk № 748 «onderlinge duels» |        |       |         | Meadowlands Sports Complex, East Rutherford Scheidsrechter: Steven Depiero (CAN) |

|                                                   |                    |       |         |                                                                                   |
| 10 mei Vriendschappelijk № 749 «onderlinge duels» | Mexico             | 1 – 0 | Senegal | Soldier Field, Chicago Toeschouwers: 60.000 Scheidsrechter: Ricardo Salazar (USA) |
| 10 mei Vriendschappelijk № 749 «onderlinge duels» | Alberto Medina 60' |       |         | Soldier Field, Chicago Toeschouwers: 60.000 Scheidsrechter: Ricardo Salazar (USA) |

|                                                   |                     |       |        |                                                                                      |
| 13 mei Vriendschappelijk № 750 «onderlinge duels» | Mexico              | 1 – 0 | Angola | Reliant Stadium, Houston Toeschouwers: 70.099 Scheidsrechter: Baldomero Toledo (USA) |
| 13 mei Vriendschappelijk № 750 «onderlinge duels» | Andrés Guardado 52' |       |        | Reliant Stadium, Houston Toeschouwers: 70.099 Scheidsrechter: Baldomero Toledo (USA) |

|                                                   |                    |       |       |                                                                                    |
| 16 mei Vriendschappelijk № 751 «onderlinge duels» | Mexico             | 1 – 0 | Chili | Aztekenstadion, Mexico-Stad Toeschouwers: 95.000 Scheidsrechter: Mark Geiger (USA) |
| 16 mei Vriendschappelijk № 751 «onderlinge duels» | Alberto Medina 14' |       |       | Aztekenstadion, Mexico-Stad Toeschouwers: 95.000 Scheidsrechter: Mark Geiger (USA) |

|                                                   |                                                   |       |                      |                                                                                          |
| 24 mei Vriendschappelijk № 752 «onderlinge duels» | Engeland                                          | 3 – 1 | Mexico               | Wembley National Stadium, Londen Toeschouwers: 88.638 Scheidsrechter: Masaaki Toma (JAP) |
| 24 mei Vriendschappelijk № 752 «onderlinge duels» | Ledley King 17' Peter Crouch 35' Glen Johnson 47' |       | 45' Guillermo Franco | Wembley National Stadium, Londen Toeschouwers: 88.638 Scheidsrechter: Masaaki Toma (JAP) |

|                                                   |                                           |       |                      |                                                                                      |
| 26 mei Vriendschappelijk № 753 «onderlinge duels» | Nederland                                 | 2 – 1 | Mexico               | MAGE SOLAR Stadion, Freiburg Toeschouwers: 22.000 Scheidsrechter: Manuel Gräfe (DUI) |
| 26 mei Vriendschappelijk № 753 «onderlinge duels» | Robin van Persie 17' Robin van Persie 41' |       | 74' Javier Hernández | MAGE SOLAR Stadion, Freiburg Toeschouwers: 22.000 Scheidsrechter: Manuel Gräfe (DUI) |

|                                                   | |       |                  |                                                                                          |
| 30 mei Vriendschappelijk № 754 «onderlinge duels» | Mexico                                                                                               | 5 – 1 | Gambia           | Hans-Walter-Wild Stadion, Bayreuth Toeschouwers: 5.000 Scheidsrechter: Felix Brych (GER) |
| 30 mei Vriendschappelijk № 754 «onderlinge duels» | Javier Hernández 18' Javier Hernández 50' Adolfo Bautista 59' Adolfo Bautista 74' Alberto Medina 81' |       | 65' Ebrima Sohna | Hans-Walter-Wild Stadion, Bayreuth Toeschouwers: 5.000 Scheidsrechter: Felix Brych (GER) |

|                                                   |                      |       |                                    |                                                                                           |
| 3 juni Vriendschappelijk № 755 «onderlinge duels» | Italië               | 1 – 2 | Mexico                             | Koning Boudewijnstadion, Brussel Toeschouwers: 30.000 Scheidsrechter: Johan Verbist (BEL) |
| 3 juni Vriendschappelijk № 755 «onderlinge duels» | Leonardo Bonucci 89' |       | 17' Carlos Vela 84' Alberto Medina | Koning Boudewijnstadion, Brussel Toeschouwers: 30.000 Scheidsrechter: Johan Verbist (BEL) |

| WK voetbal 2010 |
| --------------- |

|                                          |                        |       |                    |                                                                                      |
| 11 juni WK 2010 № 756 «onderlinge duels» | Zuid-Afrika            | 1 – 1 | Mexico             | Soccer City, Johannesburg Toeschouwers: 84.490 Scheidsrechter: Ravshan Irmatov (OEZ) |
| 11 juni WK 2010 № 756 «onderlinge duels» | Siphiwe Tshabalala 55' |       | 79' Rafael Márquez | Soccer City, Johannesburg Toeschouwers: 84.490 Scheidsrechter: Ravshan Irmatov (OEZ) |

|                                          |           |                                                   |        |                                                                                             |
| 17 juni WK 2010 № 757 «onderlinge duels» | Frankrijk | 0 – 2                                             | Mexico | Peter Mokaba Stadion, Polokwane Toeschouwers: 35.370 Scheidsrechter: Khalil Al Ghamdi (SAA) |
| 17 juni WK 2010 № 757 «onderlinge duels» |           | 64' Javier Hernández 79' (pen.) Cuauhtémoc Blanco |        | Peter Mokaba Stadion, Polokwane Toeschouwers: 35.370 Scheidsrechter: Khalil Al Ghamdi (SAA) |

|                                          |        |                 |         |                                                                                             |
| 22 juni WK 2010 № 758 «onderlinge duels» | Mexico | 0 – 1           | Uruguay | Royal Bafokeng Stadion, Rustenburg Toeschouwers: 33.425 Scheidsrechter: Viktor Kassai (HON) |
| 22 juni WK 2010 № 758 «onderlinge duels» |        | 43' Luis Suárez |         | Royal Bafokeng Stadion, Rustenburg Toeschouwers: 33.425 Scheidsrechter: Viktor Kassai (HON) |

|                                          |                                                       |       |                      |                                                                                      |
| 27 juni WK 2010 № 759 «onderlinge duels» | Argentinië                                            | 3 – 1 | Mexico               | Soccer City, Johannesburg Toeschouwers: 84.377 Scheidsrechter: Roberto Rosetti (ITA) |
| 27 juni WK 2010 № 759 «onderlinge duels» | Carlos Tévez 26' Gonzalo Higuaín 33' Carlos Tévez 52' |       | 71' Javier Hernández | Soccer City, Johannesburg Toeschouwers: 84.377 Scheidsrechter: Roberto Rosetti (ITA) |

|  |  |  |  |  |  |  |  |  |

|                                                        |                      |       |                 |                                                                                        |
| 11 augustus Vriendschappelijk № 760 «onderlinge duels» | Mexico               | 1 – 1 | Spanje          | Aztekenstadion, Mexico-Stad Toeschouwers: 105.000 Scheidsrechter: Roberto Moreno (PAN) |
| 11 augustus Vriendschappelijk № 760 «onderlinge duels» | Javier Hernández 12' |       | 90' David Silva | Aztekenstadion, Mexico-Stad Toeschouwers: 105.000 Scheidsrechter: Roberto Moreno (PAN) |

|                                                        |                     |       |                                     |                                                                                     |
| 4 september Vriendschappelijk № 761 «onderlinge duels» | Mexico              | 1 – 2 | Ecuador                             | Estadio Omnilife, Zapopan Toeschouwers: 17.500 Scheidsrechter: Walter Quesada (CRC) |
| 4 september Vriendschappelijk № 761 «onderlinge duels» | Luis Checa 40' (ed) |       | 1' Cristian Benítez 58' Jaime Ayoví | Estadio Omnilife, Zapopan Toeschouwers: 17.500 Scheidsrechter: Walter Quesada (CRC) |

|                                                        |                     |       |          | |
| 7 september Vriendschappelijk № 762 «onderlinge duels» | Mexico              | 1 – 0 | Colombia | Estadio Universitario, San Nicolás de los Garza Toeschouwers: 43.000 Scheidsrechter: José Benigno (HON) |
| 7 september Vriendschappelijk № 762 «onderlinge duels» | Elias Hernández 89' |       |          | Estadio Universitario, San Nicolás de los Garza Toeschouwers: 43.000 Scheidsrechter: José Benigno (HON) |

|                                                       |                                             |       |                                |                                                                          |
| 12 oktober Vriendschappelijk № 763 «onderlinge duels» | Mexico                                      | 2 – 2 | Venezuela                      | Olimpico Benito Juárez, Ciudad Juárez Scheidsrechter: Joel Aguilar (ESA) |
| 12 oktober Vriendschappelijk № 763 «onderlinge duels» | Javier Hernández 34' Giovani Dos Santos 61' |       | 6' Juan Arango 40' Juan Arango | Olimpico Benito Juárez, Ciudad Juárez Scheidsrechter: Joel Aguilar (ESA) |

## FIFA-wereldranglijst
| JAN | FEB | MAR | APR | MEI | JUN | JUL | AUG | SEP | OKT | NOV | DEC |
| --- | --- | --- | --- | --- | --- | --- | --- | --- | --- | --- | --- |
| 17  | 17  | 17  | 17  | 17  | 17  | 24  | 25  | 28  | 28  | 27  | 27  |

## Statistieken
| Guillermo Ochoa            | 1985-07-13 | AC Ajaccio            | 8  | 0  | 0  |
| Pérez Óscar                | 1973-02-01 | Necaxa Aguascalientes | 7  | 0  | 0  |
| Luis Ernesto Michel        | 1979-07-21 | CD Guadalajara        | 4  | 0  | 0  |
| Jonathan Orozco            | 1986-05-12 | CF Monterrey          | 1  | 0  | 0  |
| José de Jesús Corona       | 1981-01-26 | Cruz Azul             | 0  | 2  | 0  |
| Verdediging                |            |                       |    |    |    |
| Efraín Juárez              | 1988-02-22 | Club América          | 13 | 3  | 0  |
| Carlos Salcido             | 1980-04-02 | Fulham FC             | 13 | 0  | 0  |
| Rafael Márquez             | 1979-02-13 | Red Bull New York     | 12 | 0  | 1  |
| Francisco Javier Rodríguez | 1981-10-20 | VfB Stuttgart         | 11 | 2  | 0  |
| Paúl Aquilar               | 1986-03-06 | CF Pachuca            | 10 | 1  | 1  |
| Héctor Moreno              | 1988-01-17 | RCD Espanyol          | 9  | 3  | 0  |
| Ricardo Osorio             | 1980-03-30 | CF Monterrey          | 8  | 1  | 0  |
| Jonny Maggalón             | 1981-11-21 | CD Guadalajara        | 6  | 2  | 1  |
| Jorge Torres Nilo          | 1988-01-16 | Club Tigres           | 6  | 2  | 0  |
| Juan Carlos Valenzuela     | 1984-05-15 | Club América          | 4  | 0  | 0  |
| Leobardo López             | 1983-09-04 | CF Pachuca            | 1  | 1  | 0  |
| Óscar Rojas                | 1981-08-02 | Club América          | 1  | 1  | 0  |
| Patricio Araujo            | 1988-01-30 | CD Guadalajara        | 1  | 0  | 0  |
| Hugo Ayale                 | 1987-03-31 | Club Tigres           | 1  | 0  | 0  |
| Edgar Dueñas               | 1983-03-05 | Deportivo Toluca FC   | 1  | 0  | 0  |
| Jorge Estrada              | 1983-10-16 | Club Tigres           | 1  | 0  | 0  |
| José Antonio Castro        | 1980-08-11 | Necaxa Aguascalientes | 0  | 1  | 0  |
| Fausto Pinto               | 1983-08-08 | Cruz Azul             | 0  | 1  | 0  |
| Middenveld                 |            |                       |    |    |    |
| Gerardo Torrado            | 1979-04-30 | Cruz Azul             | 16 | 1  | 0  |
| Giovani dos Santos         | 1989-05-11 | Racing Santander      | 11 | 1  | 1  |
| Andrés Guardado            | 1986-09-28 | Deportivo La Coruña   | 10 | 5  | 1  |
| Pablo Barrera              | 1987-06-21 | West Ham United FC    | 6  | 11 | 1  |
| Alberto Medina             | 1983-05-29 | CD Guadalajara        | 5  | 4  | 4  |
| Israel Castro              | 1980-12-20 | Pumas UNAM            | 4  | 4  | 0  |
| Jonathan dos Santos        | 1990-04-26 | FC Barcelona B        | 3  | 1  | 0  |
| Braulio Luna               | 1974-09-08 | CF Pachuca            | 2  | 1  | 1  |
| Adrián Aldrete             | 1988-06-14 | Monarcas Morelia      | 2  | 1  | 0  |
| Antonio Ríos               | 1988-10-24 | Deportivo Toluca FC   | 2  | 0  | 0  |
| Luis Miguel Noriega        | 1985-04-17 | Monarcas Morelia      | 1  | 1  | 0  |
| Ángel Reyna                | 1984-09-19 | Club América          | 0  | 3  | 0  |
| Jesús Molina               | 1988-03-29 | Club Tigres           | 0  | 1  | 0  |
| Aanval                     |            |                       |    |    |    |
| Javier Hernández           | 1988-06-01 | Manchester United FC  | 13 | 6  | 11 |
| Cuauhtémoc Blanco          | 1973-01-17 | CD Irapuato           | 8  | 6  | 2  |
| Carlos Vela                | 1989-03-01 | Arsenal FC            | 7  | 4  | 2  |
| Adolfo Bautista            | 1979-05-15 | CD Guadalajara        | 5  | 2  | 2  |
| Guillermo Franco           | 1976-11-03 | CF Pachuca            | 4  | 1  | 1  |
| Javier Orozco              | 1987-11-16 | Cruz Azul             | 1  | 2  | 0  |
| Aldo de Nigris             | 1983-07-22 | CF Monterrey          | 1  | 1  | 0  |
| Matías Vuoso               | 1981-11-03 | Club América          | 1  | 0  | 0  |
| Elías Hernández            | 1988-04-29 | Monarcas Morelia      | 0  | 4  | 1  |
| Aldo de Nigris             | 1983-07-22 | CF Monterrey          | 1  | 1  | 0  |
| Enrique Esqueda            | 1988-04-19 | Club América          | 0  | 4  | 0  |
| Miquel Sabah               | 1979-11-14 | Monarcas Morelia      | 0  | 2  | 0  |

FMF · A-internationals · Selecties · Bondscoaches · Statistieken · Mexicaans vrouwenelftal · Olympisch elftal · Mexico U21 · Mexico U20 · Mexico U19 · Mexico U18 · Mexico U17
1920 – 1949 ·
1950 – 1969 ·
1970 – 1979 ·
1980 – 1989 ·
1990 – 1999 ·
2000 – 2009 ·
2010 – 2019 ·
2020 – 2029
Copa América 1993 ·
Copa América 1995 ·
Copa América 1997 ·
Copa América 1999 ·
Copa América 2001 ·
Copa América 2004 ·
Copa América 2007 ·
Copa América 2011 ·
Copa América 2015 · 
Copa América 2016
WK 1930 ·
WK 1950 ·
WK 1954 ·
WK 1958 ·
WK 1962 ·
WK 1966 ·
WK 1970 ·
WK 1978 ·
WK 1986 ·
WK 1994 ·
WK 1998 ·
WK 2002 ·
WK 2006 ·
WK 2010 ·
WK 2014 · 
WK 2018
OS 1928 ·
OS 1948 ·
OS 1964 ·
OS 1968 ·
OS 1972 ·
OS 1976 ·
OS 1992 ·
OS 1996 ·
OS 2004 ·
OS 2012 ·
OS 2016 ·
OS 2020
1923 ·
1924–1927 ·
1928 ·
1929 ·
1930 ·
1931–1933 ·
1934 ·
1935 ·
1936 ·
1937 ·
1938 ·
1939–1946 ·
1947 ·
1948 ·
1949 ·
1950 ·
1951 ·
1952 ·
1953 ·
1954 ·
1955 ·
1956 ·
1957 ·
1958 ·
1959 ·
1960 ·
1961 ·
1962 ·
1963 ·
1964 ·
1965 ·
1966 ·
1967 ·
1968 ·
1969 ·
1970 · 
1971 · 
1972 · 
1973 · 
1974 · 
1975 · 
1976 · 
1977 · 
1978 · 
1979 · 
1980 · 
1981 · 
1982 · 
1983 · 
1984 · 
1985 · 
1986 · 
1987 · 
1988 · 
1989 · 
1990 · 
1991 · 
1992 · 
1993 · 
1994 · 
1995 · 
1996 · 
1997 · 
1998 · 
1999 · 
2000 · 
2001 · 
2002 · 
2003 · 
2004 · 
2005 · 
2006 · 
2007 · 
2008 · 
2009 · 
2010 · 
2011 · 
2012 · 
2013 · 
2014 · 
2015 · 
2016 ·
2017 ·
2018 ·
2019 ·
2020 ·
2021 ·
2022 ·
2023
Albanië ·
Algerije ·
Angola ·
Argentinië ·
Australië ·
België ·
Belize ·
Bermuda ·
Bolivia ·
Bosnië en Herzegovina ·
Brazilië ·
Bulgarije ·
Canada ·
Chili ·
China ·
Colombia ·
Congo-Kinshasa ·
Costa Rica ·
Cuba ·
Curaçao ·
DDR ·
Denemarken ·
Dominica ·
Duitsland ·
Ecuador ·
Egypte ·
El Salvador ·
Engeland ·
Estland ·
Fiji ·
Finland ·
Frankrijk ·
Gambia ·
Ghana ·
Griekenland ·
Guatemala ·
Guyana ·
Haïti ·
Honduras ·
Hongarije ·
Ierland ·
IJsland ·
Irak ·
Iran ·
Israël ·
Italië ·
Ivoorkust ·
Jamaica ·
Japan ·
Joegoslavië ·
Kameroen ·
Kroatië ·
Liberia ·
Luxemburg ·
Marokko ·
Martinique ·
Nederland ·
Nederlandse Antillen ·
Nicaragua ·
Nieuw-Zeeland ·
Nigeria ·
Noord-Ierland ·
Noord-Korea ·
Noorwegen ·
Oekraïne ·
Oezbekistan ·
Panama ·
Paraguay ·
Peru ·
Polen ·
Portugal ·
Qatar ·
Roemenië ·
Rusland ·
Saint Kitts en Nevis ·
Saint Vincent en de Grenadines ·
Saoedi-Arabië ·
Schotland ·
Senegal ·
Servië ·
Slovenië ·
Slowakije ·
Sovjet-Unie ·
Spanje ·
Suriname ·
Trinidad en Tobago ·
Tsjechië ·
Tsjecho-Slowakije ·
Tunesië ·
Uruguay ·
Venezuela ·
Verenigde Staten ·
Wales ·
Wit-Rusland ·
Zuid-Afrika ·
Zuid-Korea ·
Zweden ·
Zwitserland
Angola (2006) ·
Argentinië (2006) ·
Brazilië (1999) ·
Brazilië (2014) ·
Brazilië (2018) ·
Duitsland (2018) ·
Frankrijk (2010) ·
Iran (2006) ·
Kameroen (2014) ·
Kroatië (2014) ·
Nederland (2014) ·
Portugal (2006) ·
Uruguay (2010) ·
Zuid-Afrika (2010) ·
Zuid-Korea (2018) ·
Zweden (2018)